# Cumbia mexicaine
Sous-genres
Cumbia norteña, cumbia texmex, tecnocumbia, cumbia sonidera, cumbia del sureste, cumbia sureña mexicana, cumbia andina mexicana, cumbia banda, cumbia saxofonera, cumbia-rock, cumbia mariachi, cumbia poblana, cumbia peñonera, cumbia texana, cumbia ranchera, cumbia grupera, cumbia américaine, cumbia ska, cumbia tribalera, anarcumbia, electro cumbia, cumbia huapango/cumbia huapanguera ou de la huasteca y michoacana
La cumbia mexicaine (espagnol : cumbia mexicana) est l'adaptation et la fusion de la cumbia colombienne avec des genres musicaux cubains tels que les orchestres de son montuno et de mambo ainsi que le folklore mexicain de la musique norteña, banda, de la ballade mexicaine parmi d'autres rythmes mexicains comme le huapango ; la cumbia mexicaine fait partie de son idiosyncrasie musicale, ainsi que l'interprétation et la composition musicale réalisées par des musiciens du Mexique.

## Origines
Lorsque le Colombien Luis Carlos Meyer émigre au Mexique au milieu des années 1940 et jusqu'à la fin des années 1950, les rythmes cubains comme le mambo, la rumba, le guaguancó entre autres qui ont obtenu le succès et la diffusion grâce au cinéma mexicain de l'époque sont prédominants, de sorte que cette « musique tropicale » (nom donné à tous les rythmes cubains ayant émergé au Mexique) a également monopolisé la discographie nationale, et des années plus tard, elle monopolisera également l'Amérique centrale et du Sud, de sorte que la cumbia aura du mal à s'imposer comme nouveau genre musical et à trouver sa place. Luis Carlos Meyer rencontrera Rafael de Paz, musicien de chiapaneco qui a composé une variété de musique, y compris la bande originale de certains films mexicains, et qui était également directeur artistique de la maison de disques RCA Victor donc il a fourni un soutien orchestral. Ainsi, Luis Carlos Meyer en tant qu'interprète de cumbia et de porro, ainsi que le Mexicain Rafael de Paz et Tony Camargo, qui était interprète de musique cubaine, ont commencé à enregistrer des thèmes de rythmes variés parmi lesquels plusieurs cumbias et porros.